# Bataille de Wester Kinghorn
Deuxième guerre d'indépendance de l'Écosse
Batailles
La bataille de Wester Kinghorn opposa les partisans de David Bruce et ceux d'Édouard Balliol le 6 août 1332.
Les partisans de Balliol débarquent à Burntisland afin de le placer sur le trône. Duncan IV de Fife rassemble en hâte une armée pour les rejeter à la mer mais est battu.
Balliol se dirige vers Dupplin Moor et bat à nouveau les partisans du roi David II quelques jours plus tard.

## Source bibliographique
- Lauder, William, d. 1573; Hall, Fitzedward, 1825-1901; University of Michigan (1869), Ane compendious and breue tractate concerning ye office and dewtie of kyngis, spirituall pastoris, and temporall iugis